# مطار طرابلس الدولي
مطار طرابلس الدولي (إياتا: TIP، إيكاو: HLLT) كان مطاراً دولياً يخدم ليبيا العاصمة طرابلس ويبعد عنها حوالي 27 كم، ويقع المطار بالتحديد في منطقة قصر بن غشير، وقد كان المطار مركز عمليات شركة الخطوط الجوية الليبية وشركة الخطوط الجوية الأفريقية وشركة طيران البراق. وقد تم إغلاق المطار وإيقاف العمل فيه منذ عام 2014، وتم تعويضه بمطار معيتيقة الدولي في طرابلس.

## تاريخ
مطار طرابلس أنشأه الايطاليون سنة 1934 كمطار عسكري وأطلقوا عليه اسم مطار سلاح الجو الإيطالي (Regia Aeronautica).
قام الحاكم العسكري الإيطالي الليبي «إيتالو بالبو» بتوسيع المطار سنة 1938 وأطلق عليه اسم مطار طرابلس قلعة بينيتو "Aeroporto di Tripoli-Castel Benito"، وكانت أول الرحلات الدولية التي تم تشغيلها هي روما، تونس، ومالطا، وخلال الحرب العالمية الثانية تم استخدام المطار من طرف القوات الجوية البريطانية وتم تسميته قلعة بينيتو "RAF Castel Benito"، في عام 1952 تم تغيير الأسم إلى "RAF Idris"، في الفترة ما بين 1950 و 1960 كان المطار يسمى «مطار ادريس الدولي».

### 2014-2011
قام مجلس الأمن التابع للأمم المتحدة بإغلاق المطار من مارس 2011 إلى أكتوبر 2011 لإقامة منطقة ممنوعة الطيران فوق ليبيا.
وقامت كتائب الزنتان بالسيطرة على المطار في 21 أغسطس 2011، وتم فتح المطار من جديد في 11 أكتوبر 2011.

### 2014 - إغلاق المطار بشكل نهائي
تقرر إيقاف العمل بمطار طرابلس العالمي نظراً للقصف والأضرار الكبيرة التي تعرض لها نتيجة للأعمال العسكرية التي تعرض لها المطار في عام 2014 عندما اشتبكت قوات فجر ليبيا مع الزنتان التي تفرض سيطرتها على المطار، وتسببت الاشتباكات في دمار كامل للمطار وحرقه بعد اقتحامه من قوات فجر ليبيا. وقد أعلنت السلطات في ليبيا أن أكثر من 90% من الطائرات التي كانت في مدرج المطار قد تعرضت لأضرار فادحة إلى درجة أن بعض الطائرات التهمتها النيران بالكامل، ثم تم تحويل الرحلات التي كانت تسير من مطار طرابلس ونقلها لتنطلق من مطار معيتيقة الدولي بالعاصمة الليبية طرابلس وقد أصبحت أغلب هذه الرحلات تشمل فقط رحلات لشركات طيران ليبية بعد انسحاب الشركات الأجنبية بالكامل بسبب الأوضاع الأمنية الغير مستقرة.

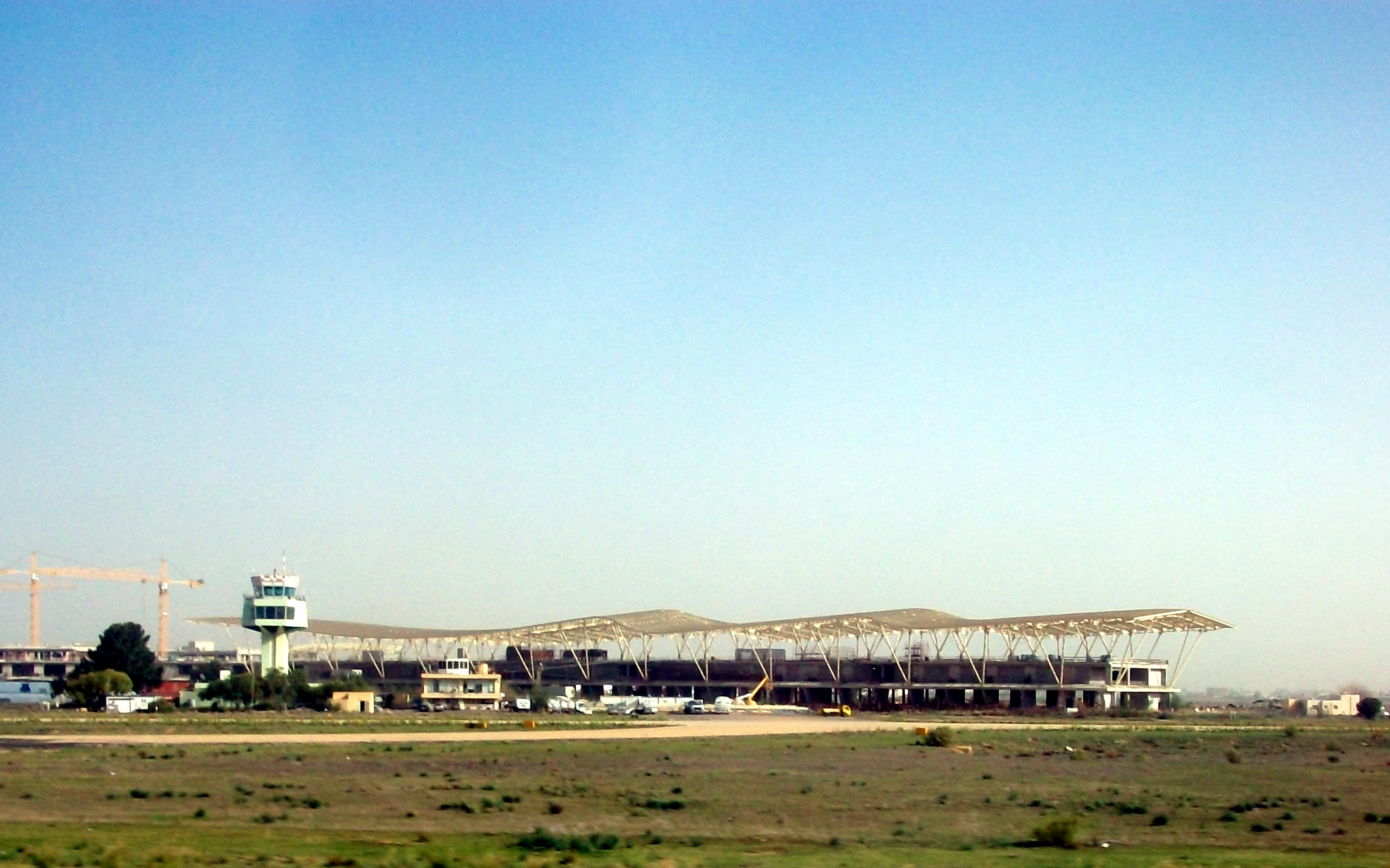
مشروع إنشاء المحطة الجوية الجديدة.

## مرحلة التطور
منذ بناء المطار في سنة 1934 كمطار عسكري يخدم الإحتلال الإيطالي وحتى عندما غيروا إسمه للمرة الأولى إلى مطار طرابلس قاعة بينيتو وبعدها من قِبل القوات الجوية البريطانية إلى قاعة بينيتو أو قاعة بينيتو الجوية وبعدها بسنوات وبالتحديد في فترة مملكة ليبيا إلى مطار إدريس الدولي وبعدها بعامين إلى مطار طرابلس العالمي وكان هذا الاسم النهائي للمطار إلى مرحلة إغلاقه نهائياً في 2014 وسحب حركة ملاحة الجو منه كانت طرابلس وقتها بدون مطار وبعد أيام وأسابيع قليلة فقط من إغلاق المطار تم تعويضه بمطار معيتيقة بشكل رسمي ولكن أثناء فعاليات الذكرى الخامسة لثورة 17 فبراير أعيد إفتتاح المطار من قِبل حكومة الإنقاذ الوطني قبل أن تنحل بشهرين أي في بدايات شهر أبريل إنحلت الحكومة وعوضت بحكومة الوفاق الوطني وأصبح مطاراً يخدم الحكومة وأصبح مطاراً للزيارات الحكومية الدولية تحت اسم مطار طرابلس للزيارات الحكومية الدولية ولكن بعد عام من إفتتاحه أي في عام 2017 بعد أشهر من تجربة رئيس المجلس الرئاسي الليبي السابق فايز السراج من السفر منه أستهدف المطار وعوضت الحكومة مطار معيتيقة كمطار دولي وعالمي ومطار للزيارات الحكومية الدولية.

صورة نادرة ومرسومة بتقنية ثلاثية الأبعاد تظهر مشروع المحطة الجديدة للمطار بعد بنائه

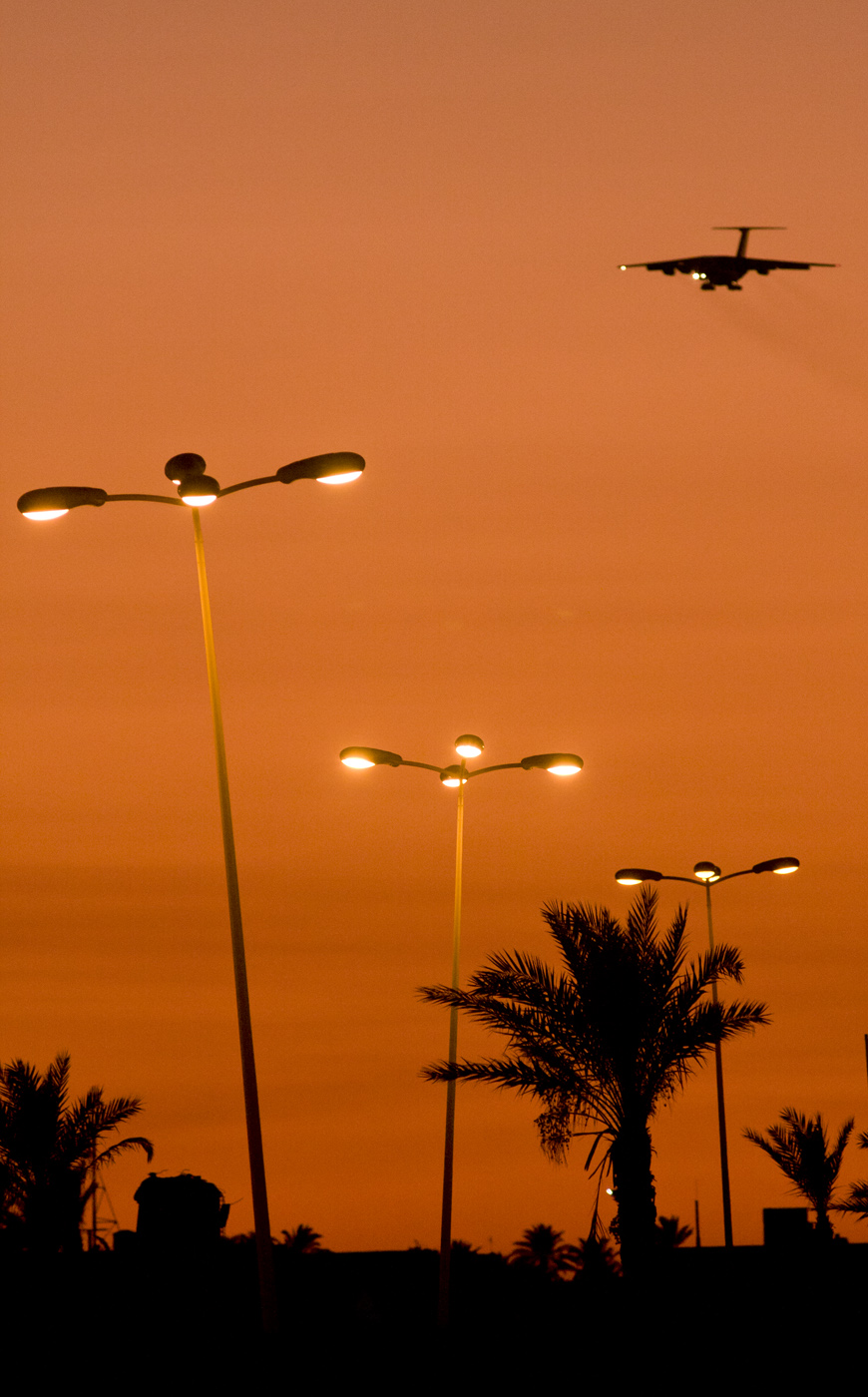
صورة لطائرة محلقة في الجو في وقت غروب الشمس كانت قد أقلعت من مطار معيتيقة

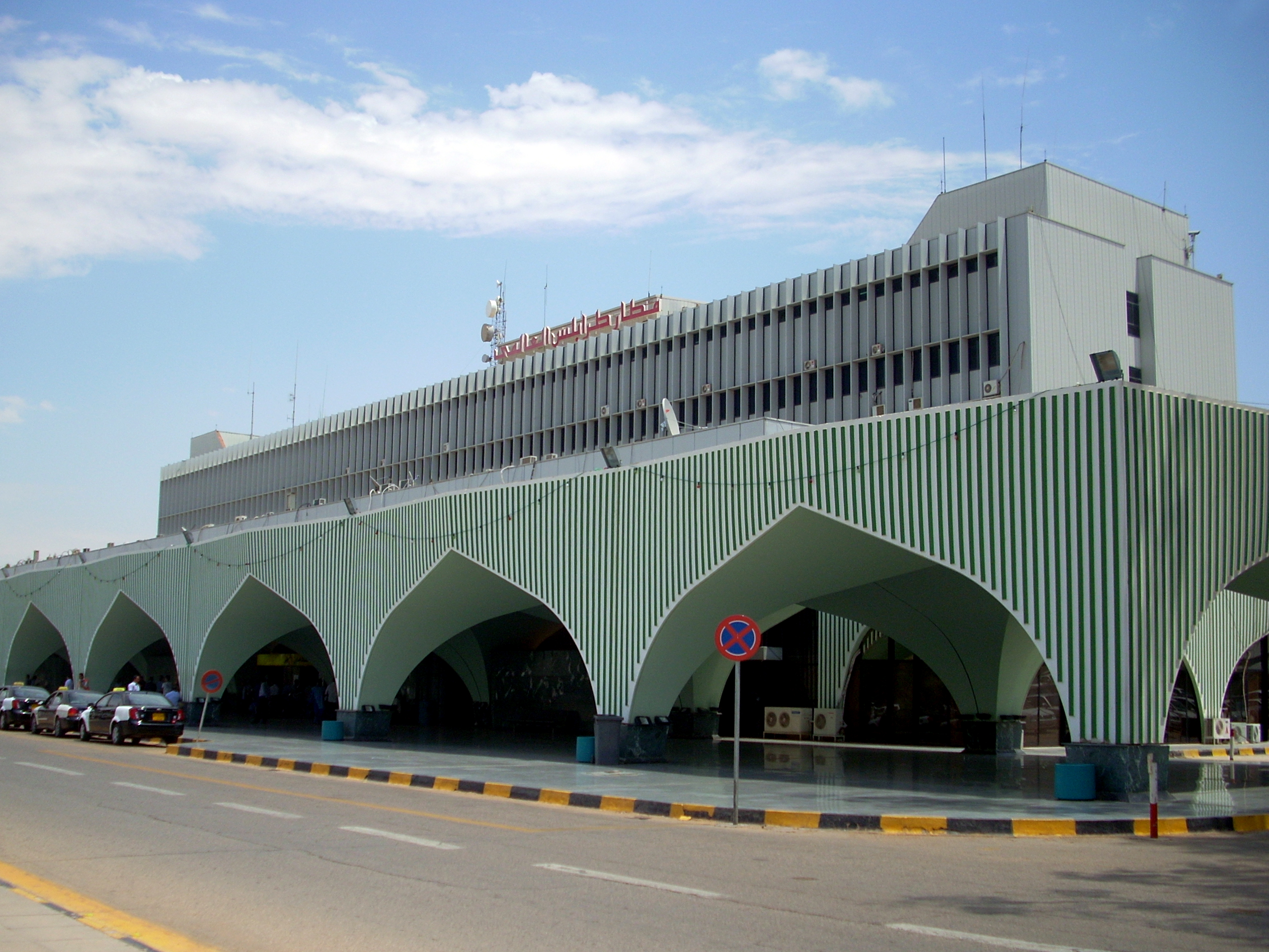
صورة تاريخية للمطار من الرصيف في عام 2010

## تجهيزات المطار
يتكون مبنى الركاب من خمس طوابق وبمساحة إجمالية تقدر بحوالي 33000 متر مربع، متضمنة جميع التجهيزات والمرافق الخدمية والتشغيلية للرحلات الداخلية والدولية، وبطاقة استيعابية سنوية تبلغ 3 ملايين مسافر.

### مشروع تجديد المطار
عام 2007، أعلنت الحكومة الليبية عن مشروع تجديد وتوسعة المطار، هذا المشروع كان المبتغى منه إنشاء محطتين جويتين جديدتين لهما طاقة استعابية 20 مليون مسافر وقادرتين على خدمة 100 طائرة معاً، بدأت الإشغال في أكتوبر 2007، وتوقف المشروع عام 2011 بسبب الحرب الأهلية الليبية التي دمرت المطار

## خطوط وشركات الطيران
كان المطار يخدم شركات الطيران التالية:
- الخطوط الجوية الأفريقية (أبيدجان، أكرا، الخرطوم، القاهرة، أمستردام، أنجامينا، باريس-شارل ديغول، باماكو، بانغول، بروكسل، بكين، بنغازي، جدة، جوهانسبورغ، دبي، دكا، دكار، دوالا، دوسلدروف، روما-فيوميسينو، كوتونو، كينشاسا، لاجوس، لندن - جاتويك، لومي، ليون، ميلانو-مالبينسا، نواكشوط، نيامي، واغادوغو).
- الخطوط الجوية الليبية (أثينا، أغاديس، إسطنبول، الإسكندرية، البيضاء، الجزائر، الخرطوم، الدار البيضاء، القاهرة، الكفرة، أمستردام، أنقرة، أوباري، بنغازي، تونس، جدة، دبي، دمشق، روما - فيوميسينو، سبها، سرت، صفاقس، طبرق، عمّان - الملكة علياء، غات، غدامس، فرانكفورت، فيينا، كييف، لندن، مالطا، مانشستر، مدريد-باراخاس، مصراتة، ميلانو-مالبينسا، هون).
- طيران البراق (إسطنبول-أتاتورك، الإسكندرية-النزهة، البيضاء، الرباط، القاهرة، بنغازي، تونس، حلب، سبها، سراييفو).
- النيزك للطيران (بنغازي، الأبرق، تونس، سبها).
- غدامس للطيران (بنغازي، الأبرق، تونس، سبها).
- الخطوط التونسية (تونس، صفاقس).
- الخطوط الجوية الإيطالية (روما-فيوميسينو).
- الخطوط الجوية البريطانية (لندن-هيثرو).
- الخطوط الجوية التركية (إسطنبول).
- الخطوط الجوية الجزائرية (الجزائر).
- الخطوط الجوية السودانية (الخرطوم).
- الخطوط الجوية السورية (دمشق).
- الخطوط الجوية الفرنسية (باريس-شارل ديغول).
- الخطوط الجوية القطرية (الدوحة).
- الخطوط الجوية الملكية الهولندية (أمستردام).
- الخطوط الجوية النمساوية (فيينا).
- الخطوط الملكية المغربية (الدارالبيضاء).
- الطيران الجديد (المنستير).
- الملكية الأردنية (عمّان-الملكة علياء).
- الوفير للطيران (المدينة المنورة، جدة).
- بلغاريا للطيران (صوفيا).
- بي إم آي (لندن - هيثرو).
- جات أيروايز (بلغراد، مالطا).
- طيران الإمارات (دبي).
- طيران السابع (تونس، جربة، صفاقس).
- طيران مالطا (مالطا).
- لوفتهانزا (فرانكفورت، فيينا).
- مصر للطيران (القاهرة).
- إسبانيا للطيران (برشلونة).
- سيفاكس أيرلاينز.

## وصلات خارجية
- مصلحة الطيران المدني
- مطار طرابلس العالمي على ويكيمانيا.